# رزیستنسیا
رزیستنسیا (به اسپانیایی: Resistencia) شهری در کشور آرژانتین، استان چاکو است که در سال ۲۰۰۹ میلادی، حدود ۳۷۷٬۰۰۰ نفر جمعیت داشته است.